# Place Bizet
Pour les articles homonymes, voir Bizet.
La place Bizet (en néerlandais : Bizetplein) est une place bruxelloise de la commune d'Anderlecht, située sur la chaussée de Mons.

## Situation et accès
Elle est desservie par la ligne de métro 5 (station Bizet) et par le bus 75 (arrêt Bizet).

## Origine du nom
Elle est nommée en l'honneur de Georges Bizet.